# Powiat de Kościerzyna
Le powiat de Kościerzyna (en polonais : powiat kościerski) est une division administrative de la Pologne, dans la voïvodie de Poméranie. 
La population du powiat (district) de Kościerzyna était de 66 778 habitants au recensement de 2006 pour une superficie de 1 165,85 km2. 
La ville de Kościerzyna, peuplée d'un peu plus de 23 000 habitants, est chef-lieu du powiat de même nom.

## Division administrative

Carte du powiat

Le powiat est constitué de huit communes : 
| Gmina                                         | Type   | Superficie (km²) | Population (2006) | Chef-lieu     |
| Kościerzyna                                   | urbain | 15,8             | 23 016            |               |
| Kościerzyna                                   | rural  | 310,2            | 13 295            | Kościerzyna * |
| Nowa Karczma                                  | rural  | 113,3            | 6 288             | Nowa Karczma  |
| Stara Kiszewa                                 | rural  | 213,1            | 6 267             | Stara Kiszewa |
| Karsin                                        | rural  | 169,2            | 5 905             | Karsin        |
| Liniewo                                       | rural  | 110,1            | 4 561             | Liniewo       |
| Dziemiany                                     | rural  | 125,0            | 4 065             | Dziemiany     |
| Lipusz                                        | rural  | 109,2            | 3 381             | Lipusz        |
| * le chef-lieu ne fait pas partie de la gmina |        |                  |                   |               |

## Personnalité née dans le powiat de Kościerzyna
- Gustav Felix Flatow, né le 7 janvier 1875 et mort le 29 janvier 1945, et qui était un athlète allemand, champion olympique lors des Jeux olympiques d'été de 1896 à Athènes.